# Verena Paul-Zinserling
Verena Paul-Zinserling (auch Verena Zinserling-Paul; * als Verena Krötzsch am 5. April 1942 in Zeitz) ist eine deutsche Klassische Archäologin.
Verena Paul-Zinserling wurde 1967 in Klassische Archäologie an der Universität Halle mit der Arbeit Realistische Bildniskunst der Griechen. Anfänge und frühe Entwicklung promoviert. 1987 folgte die Dissertation B an der Universität Jena über Deutung dionysischer Schalenbilder des Jena-Malers, Diomedes-Malers und Q-Malers, ikonologische Studien zur attischen Vasenmalerei nach 400 v. u. Z. In Jena lehrte Paul-Zinserling Klassische Archäologie und leitete die Sammlung antiker Kleinkunst am Lehrstuhl für Klassische Archäologie. Ein Höhepunkt dieser Zeit war die Organisation einer Ausstellung zum Jenaer Maler im Jahr 1996. Zum Oktober 2007 folgte ihr Dennis Graen auf der Kuratorenstelle in Jena.
Paul-Zinserling ist Vorsitzende des Fördervereins zur Rettung und Instandhaltung der Kirche in Schmölln.
Verena Paul-Zinserling war zunächst mit dem Klassischen Archäologen Gerhard Zinserling, danach mit dem Klassischen Archäologen Eberhard Paul verheiratet.

## Schriften (Auswahl)
- Das attische Grabluxusgesetz des frühen 5. Jahrhunderts. In: Wissenschaftliche Zeitschrift der Friedrich-Schiller-Universität Jena (gesellschafts- und sprachwissenschaftliche Reihe), 14. Jahrgang, 1965, Heft 1, S. 29–34.
- Realistische Bildniskunst der Griechen – Anfänge und frühe Entwicklung. In: Wissenschaftliche Zeitschrift der Friedrich-Schiller-Universität Jena (gesellschafts- und sprachwissenschaftliche Reihe), 18. Jahrgang, 1969, Heft 1, S. 187–191.
- Ad fontes – Bemerkungen zur frühbürgerlichen Emanzipation im Zeichen der Antikerezeption. In: Wissenschaftliche Zeitschrift der Friedrich-Schiller-Universität Jena (gesellschafts- und sprachwissenschaftliche Reihe), 21. Jahrgang, 1972, Heft 5/6, S. 905–915.
- Die Frau in Hellas und Rom (Das Bild der Frau), Edition Leipzig, Leipzig 1972.
  - Ausgaben in der BRD (Kohlhammer, Stuttgart u. a. 1972) und in den USA (Women in Greece and Rome, Schram Enterprises, New York 1973), in Ungarn (A nő a klasszikus ókorban, Corvina Kiadó, Budapest 1973) sowie auf Französisch (La femme en Grèce et à Rome, Edition Leipzig, Leipzig 1973).
- Studien zur attischen Vasenmalerei in der Krise der Polis. Der Jena-Maler und sein Umkreis: Aphroditedarstellungen In: Ernst Kluwe (Hg.), Kultur und Fortschritt in der Blütezeit der griechischen Polis (Schriften zur Geschichte und Kultur der Antike 24), Akademie-Verlag Berlin 1985, S. 247–258.
- Der Jena-Maler und sein Kreis. Zur Ikonologie einer attischen Schalenwerkstatt um 400 v. Chr., Philipp von Zabern, Mainz 1994, ISBN 3-8053-1561-9.
- Die Terrakotten der Sammlung Antiker Kleinkunst der Friedrich-Schiller-Universität Jena  (Jenaer Hefte zur klassischen Archäologie, Bd. 4), Glaux, Jena 2002, ISBN 3-931743-41-1.